# Visions of the Beast
Visions of the Beast é um DVD duplo lançado pela banda Iron Maiden em 3 de junho de 2003. Ele contém todos os vídeos promocionais da banda até o Rock in Rio de  2001.

## Faixas[3]

### Disco 1
1. "Women in Uniform"
2. "Wrathchild (live)"
3. "Run to the Hills"
4. "The Number of the Beast"
5. "Flight of Icarus"
6. "The Trooper"
7. "2 Minutes to Midnight"
8. "Aces High"
9. "Wasted Years"
10. "Stranger in a Strange Land"
11. "Can I Play with Madness"
12. "The Evil That Men Do"
13. "The Clairvoyant (live)"
14. "Infinite Dreams (live)"
15. "Holy Smoke"
16. "Tailgunner"
17. "Aces High (Camp Chaos version)"
18. "The Number of the Beast (Camp Chaos version)"
19. "Futureal (Football version)"
20. "Fear of the Dark (live)"

### Disco 2
1. "Bring Your Daughter...To the Slaughter"
2. "Be Quick or Be Dead"
3. "From Here to Eternity"
4. "Wasting Love"
5. "Fear of the Dark (live)"
6. "Hallowed Be Thy Name (Donington live)"
7. "Man on the Edge"
8. "Afraid to Shoot Strangers"
9. "Lord of the Flies"
10. "Virus"
11. "The Angel and the Gambler"
12. "Futureal"
13. "The Wicker Man"
14. "Out of the Silent Planet"
15. "Brave New World (live)"
16. "The Wicker Man (Camp Chaos version)"
17. "Flight of Icarus (Camp Chaos version)"
18. "Run to the Hills (Camp Chaos version)"